# Стави Луганської області
Стави Луганської області — стави, які розташовані на території Луганської області (в адміністративних районах і басейнах річок).
На території Луганської області налічується 360 ставків, загальною площею 2955 га, об'ємом 76,7 млн м³.

## Загальна характеристика
Територія Луганської області становить 26,7 тис. км² (4,4% площі України). 
Гідрографічна мережа області на 93 % розміщена у межах басейну Сіверського Дінця, який на території Російської Федерації впадає у річку  Дон,  а 7 % - у межах басейнів річок Приазов'я.
Середні річки притоки Сіверського Дінця – Красна, Айдар, Лугань, Деркул  з притокою Повна, Кундрюча. Серед річок Приазов'я - р. Міус , що впадає в Азовське море.
Цільове призначення ставків – значна кількість використовується для зрошення,  риборозведення і культурно-побутового водокористування. 
Найбільше ставків знаходиться на території Антрацитівського (58 шт.) і Попаснянського (39 шт.) районів. 
Більшість ставків  знаходяться в незадовільному стані: замулені та заросли водно-трав’яною рослинністю. 
Земляні греблі та водоскидні споруди потребують капітальних ремонтів. 
Близько 30 % ставків Луганської області використовуються на умовах оренди.

## Наявність ставків у межах адміністративно-територіальних районів та міст обласного підпорядкування Луганської області[1]
| Район, місто        | Кількість ставків, шт. | Площа ставків, га | Об'єм ставків, млн м³ | В оренді, шт. | В оренді, га |
| ------------------- | ---------------------- | ----------------- | --------------------- | ------------- | ------------ |
| Антрацитівський     | 58                     | 347               | 11,1                  | 19            | 162          |
| Біловодський        | 8                      | 49                | 1,1                   | 1             | 22           |
| Білокуракинський    | 16                     | 68                | 1,1                   | 7             | 37           |
| Краснодонський      | 10                     | 45                | 1,6                   | 8             | 38           |
| Кремінський         | 14                     | 153               | 3,0                   | 9             | 66           |
| Лутугинський        | 18                     | 114               | 4,1                   | 1             | 25           |
| Марківський         | 16                     | 77                | 2,0                   | -*            | -            |
| Міловський          | 15                     | 106               | 3,0                   | 1             | 2            |
| Новоайдарський      | 19                     | 155               | 3,4                   | 11            | 11           |
| Новопсковський      | 9                      | 171               | 2,7                   | 6             | 103          |
| Перевальський       | 5                      | 60                | 2,1                   | 1             | 9            |
| Попаснянський       | 39                     | 268               | 7,5                   | 1             | 5            |
| Сватівський         | 25                     | 208               | 4,9                   | 16            | 185          |
| Слов'яносербський   | 2                      | 7                 | 0,1                   | -             | -            |
| Станично-Луганський | 23                     | 392               | 4,9                   | 16            | 93           |
| Старобільський      | 18                     | 185               | 4,2                   | 4             | 42           |
| Троїцький           | 16                     | 186               | 5,1                   | 8             | 80           |
| м. Красний Луч      | 1                      | 45                | 0,8                   | -             | -            |
| м. Ровеньки         | 7                      | 58                | 2,4                   | 1             | 9            |
| м. Свердловськ      | 41                     | 261               | 11,6                  | -             | -            |
| Разом               | 360                    | 2955              | 76,7                  | 109           | 889          |

Примітки: -* - немає ставків, переданих в оренду.

## Наявність ставків у межах основнихрайонів річкових басейнівна території Луганської області[1]
| Район річкового басейну         | Кількість ставків, шт. | Площа ставків, га | Об'єм ставків, млн м³ | В оренді, шт. | В оренді, га |
| ------------------------------- | ---------------------- | ----------------- | --------------------- | ------------- | ------------ |
| Сіверського Дінця, у тому числі | 300                    | 2505              | 61,9                  | 98            | 752          |
| р. Красна                       | 29                     | 279               | 6,7                   | 22            | 198          |
| р. Борова                       | 32                     | 277               | 5,8                   | 25            | 144          |
| р. Айдар                        | 35                     | 336               | 6,4                   | 17            | 144          |
| р. Лугань                       | 45                     | 335               | 9,7                   | 5             | 25           |
| р. Деркул                       | 17                     | 81                | 1,8                   | 2             | 2            |
| р. Велика Кам’янка              | 35                     | 180               | 7,7                   | 10            | 101          |
| р. Кундрюча                     | 8                      | 63                | 2,9                   | -*            | -            |
| Річок Приазов’я, у тому числі   | 60                     | 450               | 14,8                  | 11            | 137          |
| р. Міус                         | 41                     | 304               | 9,7                   | 7             | 122          |
| р. Тузлов                       | 19                     | 146               | 5,1                   | 4             | 15           |
| Разом                           | 360                    | 2955              | 76,7                  | 109           | 889          |

Примітки: -* -  немає ставків, переданих в оренду.
Понад 83% всіх ставків Луганської області розташовано в межах району річкового басейну Сіверського Дінця (басейн Дону), інші – в межах  басейнів річок Приазов'я.